# 赵普 (主持人)
赵普（1971年4月24日—），安徽省池州市贵池区人，毕业于中国传媒大学和北京电影学院，前中国中央电视台主持人。

## 生平
1971年，赵普出生于安徽省池州市贵池区。
1987年，赵普初中毕业后应征到中国人民解放军总参谋部装甲兵部队，开始服兵役。
1990年-1995年，退役后的赵普在安徽省体育局任职员。后下岗。下岗后在服装市场上做生意，并在电视台兼职做天气预报员，期间自学播音知识和高中课程。
1995年，赵普到北京广播学院（现中国传媒大学）就读播音系干部专修班。
1997年，大学毕业后的赵普到北京电视台担任主播。
2001年，赵普到北京电影学院就读制片专业本科班。
2006年，赵普参加中国中央电视台举办的主持人大赛《魅力新搭档》，进入全国前30强。赛后被录用到央视新闻频道。主持《朝闻天下》节目。同时攻读北京师范大学艺术系硕士学位。
2011年，赵普转任央视综合频道（CCTV-1）《晚间新闻》。
2015年，11月1日晚，央视主播赵普被曝辞职，或回母校中国传媒大学任职。
近期，赵普将会加入爱奇艺，担任源自英国的电视游戏节目《谁会成为百万富翁》的中国内地版本《谁想成为百万富翁》的主持人，并在爱奇艺网上播出。

## 微博事件
2012年4月，赵普在政府正式公开老酸奶的原材料问题前，发微博称，“来自调查记者的短信：不要再吃老酸奶（固体形态）和果冻，内幕很可怕，不细说。”。此后，赵普突然停止了在《晚间新闻》节目的出镜。具体原因不明。随后，一些媒体记者曾和赵普取得过联系，但赵普均未正面回应停止出镜的原因。也没有通过任何方式向外界解释。
在赵普停止出镜期间，坊间传闻其被央视革职。据传在2012年6月中下旬，凤凰卫视派人和赵普取得联系，力邀赵普加盟。又有传闻称中国中央电视台得知赵普有意转投凤凰卫视后，在其网站上大量删除赵普此前录制的有关端午节诗会的节目视频。
2012年8月13日下午4点，赵普在央视新闻频道一档报道伦敦奥运会节目中出镜，结束了4个多月的停止出镜状态。
2012年12月，赵普接受《南方人物周刊》采访，首度谈及微博事件，指出并非中国中央电视台整他，而央视跟其说明用意是：“先避风头，暂缓出镜。为的是抗住来自‘上面’的压力，也为保护‘站着中枪’的赵普”。

## 主持节目
- 中国中央电视台《朝闻天下》
- 中国中央电视台《晚间新闻》
- 爱奇艺《谁想成为百万富翁》

## 奖项
中国播音主持作品奖一等奖。
春燕杯主持人奖。
首届中国希望工程贡献奖。